# Маријовски партизански одред
Маријовски народноослободилачки партизански одред је партизанска јединица која је дјеловала на територији Вардарске Македоније. Основан је крајем јуна 1944. године ради заштите територија које су партизани ослободили. Остали циљеви су укључивали привлачење нових бораца у Одред. Почетком октобра 1944. године, одред је распуштена, а његови борци су прерасподељени у бригаде у Прилепском крају.